# 达尔汗乌拉省
达尔汗乌拉省（羅馬化：Darkhan-Uul aimag），位於蒙古國中北部，四周為色楞格省包圍。面積3,275平方公里，人口94,625 (2011年)。首府达尔汗。
达尔汗乌拉始建於 1961 年 10 月 17 日，作為減輕首都烏蘭巴托人口壓力設立的工業城市。达尔汗乌拉曾作為蒙古兩個直轄市之一（另一個是首都烏蘭巴托），現今解散。

## 达尔汗乌拉省行政区划
| 达尔汗乌拉省的苏木行政中心地图 |
| ------------------------------ |
| \| \| 30km · 20miles 沙林高勒苏木 鄂尔浑苏木 洪戈尔苏木 达尔汗市 (达尔汗苏木) '"`UNIQ--templatestyles-0000001E-QINU`"' 苏木在达尔汗乌拉省 Legend： · 1: 达尔汗市 (达尔汗苏木) · 2: 洪戈尔苏木 · 3: 鄂尔浑苏木 · 4: 沙林高勒苏木 ·                               |
|                                |

- 达尔汗乌拉省的县
- 达尔汗市的佛像
- 达尔汗市的纪念碑